# Pierre du Châtillonnais
La pierre du Châtillonnais est une pierre calcaire extraite dans le Châtillonnais en Bourgogne en France. Son exploitation locale, ancienne, connaît depuis le XXe siècle un véritable développement industriel. Bien encadrées du point de vue environnemental, l'ouverture et l'exploitation des carrières à ciel ouvert contribuent, au même titre que la filière bois, au développement industriel de la région.

## Historique

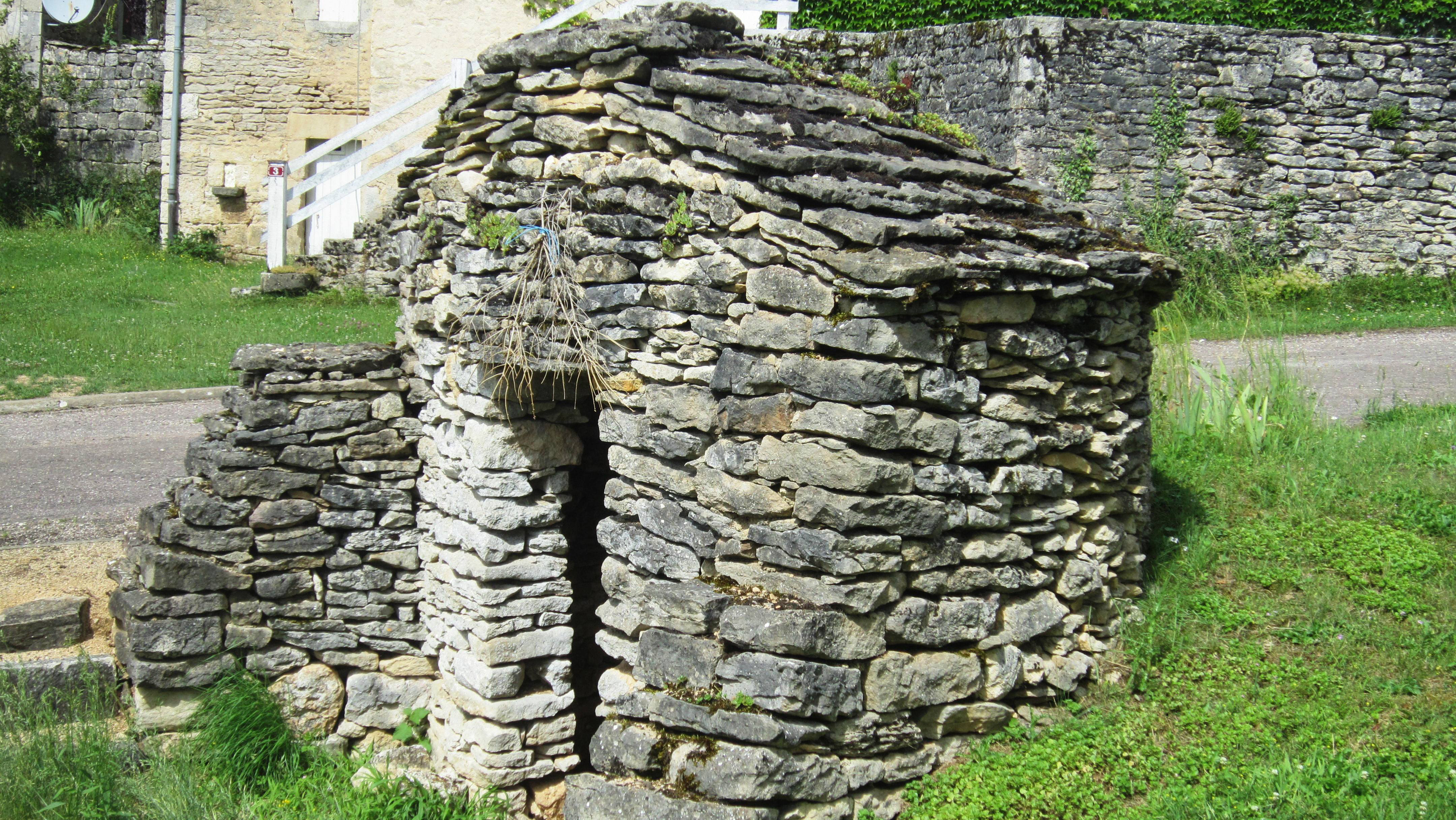
Ancienne cadole en laves de pays.

Issue des sédiments marins déposés il y a 150 millions d’années au Bajocien ou au Bathonien supérieur, la pierre calcaire oolithique ou à entroques du pays châtillonnais est exploitée depuis l'Antiquité à des fins locales. Jusqu'à la fin du XIXe siècle, chaque village possède sa propre carrière pour les pierres des murs des maisons et des clôtures, le pavement des sols et les laves des toitures.

## Les carrières

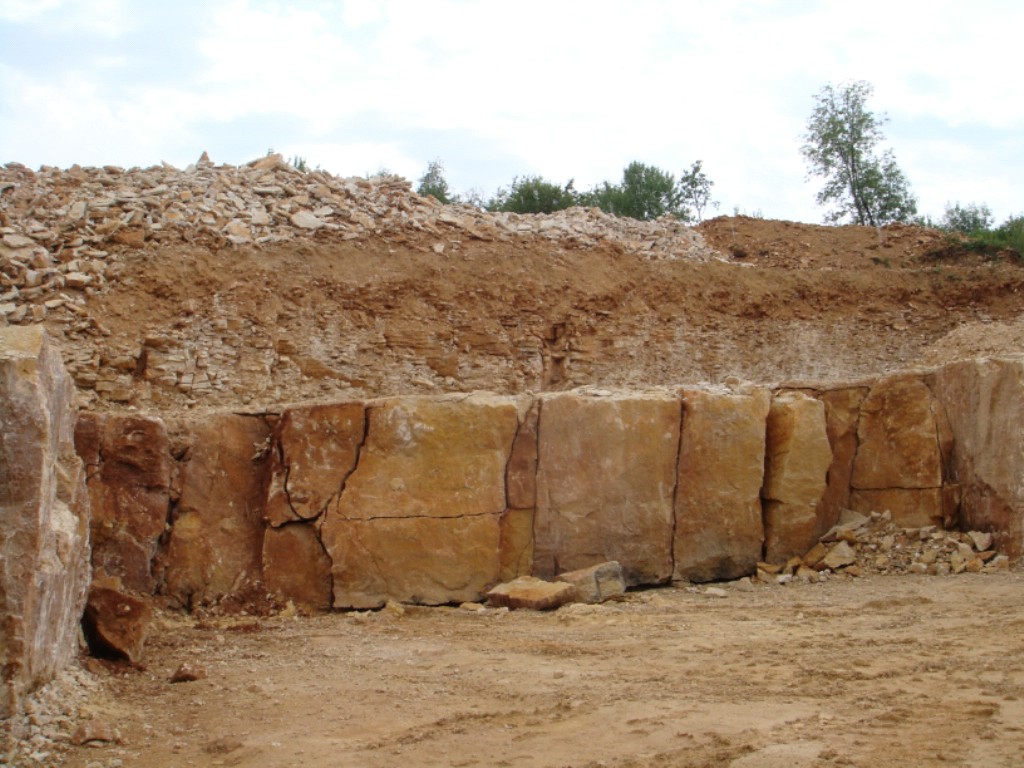
Carrière à Chamesson.

Les carrières à fort potentiel d’extraction et commodité de travail poursuivent leur activité et une quarantaine d'exploitations restent actives : 
- dans la vallée de la Seine et de ses affluents à Étrochey, Vix, Ampilly-le-Sec, Chamesson, Nod-sur-Seine, Mauvilly, Beaunotte, Aignay-le-Duc ;

- sur les plateaux alentour à Montmoyen, Baigneux-les-Juifs, Coulmier-le-Sec, Magny-Lambert, Semond, Saint-Marc-sur-Seine et Chanceaux[4].

## La filière

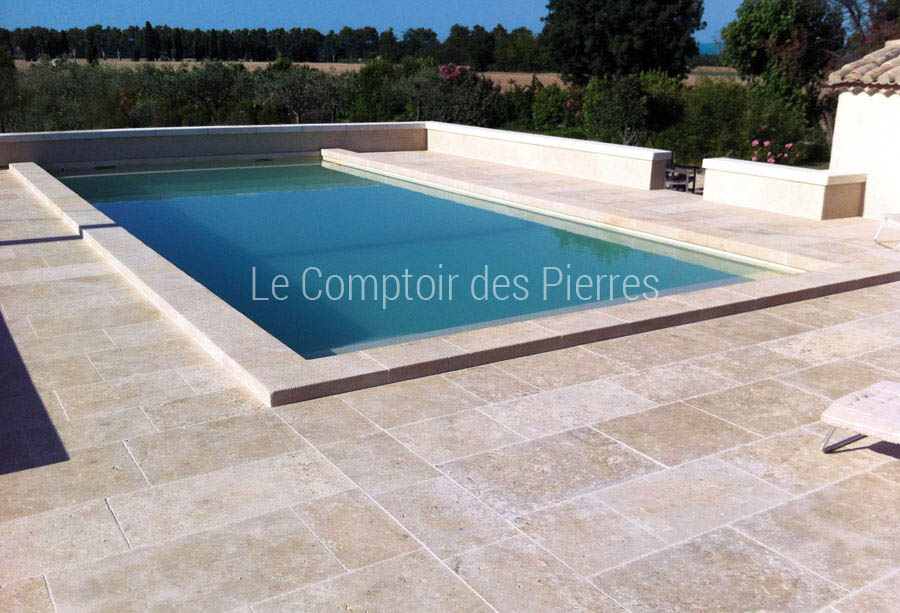
Margelles et plage de piscine en pierre de Lanvignes-Coulmier.

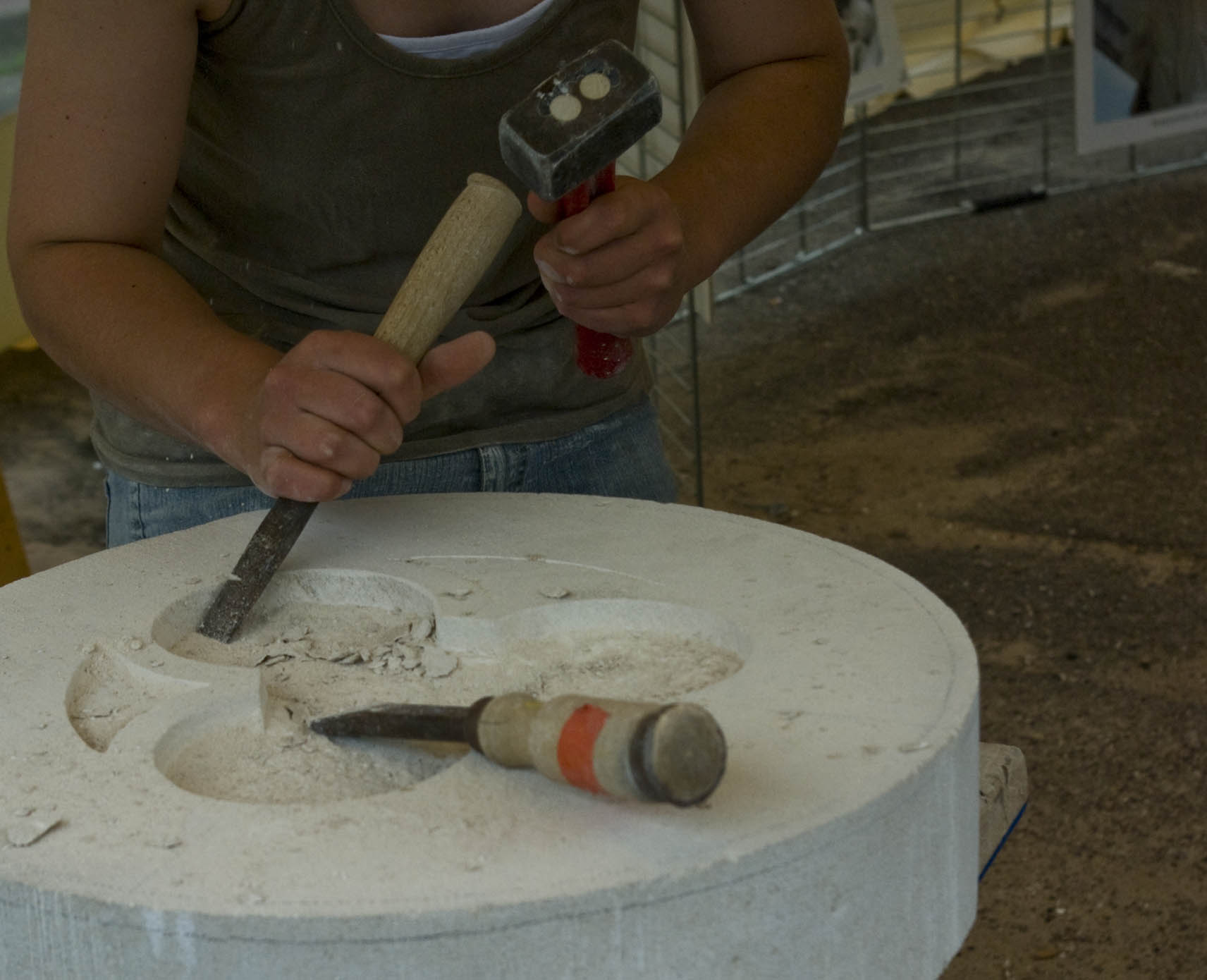
Tailleur de pierre.

On dénombre une douzaine d'entreprises de transformation restructurées autour de sites dépendant de groupes importants des bâtiments et travaux publics (BTP) comme Sogépierre/Hansez. 
Il subsiste cependant des entreprises artisanales et des tailleurs de pierre indépendants fédérés au sein de l'association Pierre de Bourgogne qui assurent de façon dynamique la promotion du produit.
Plus de 200 emplois directs et 600 emplois indirects sont concernés par cette filière qui dispose d’un centre de formation à la Maison familiale rurale de Baigneux-les-Juifs.

## Notoriété
L'usage de la pierre du Châtillonnais dépasse la construction locale. Elle a contribué à l'érection de la cathédrale de Troyes, du palais de justice de Bruxelles, de l'ossuaire de Douaumont, du viaduc de Chaumont et à celle de nombreux autres ponts et ouvrages d'art monumentaux. Plus récemment[Quand ?] l’architecte Pei l'a employée pour le carrousel et la pyramide du Louvre, le musée du Luxembourg et le musée d'art islamique de Doha. On la retrouve également à la bibliothèque de San Francisco et au Meriken park de Kobe.
L'histoire et le travail de la pierre font l'objet d'une valorisation touristique locale : conservation de sites, visites guidées, conférences. Le château ducal de Villaines-en-Duesmois abrite dans une de ses tours restaurées une exposition consacrée à sa géologie, son extraction et son utilisation.